# Hauteville-Gondon
Hauteville-Gondon is een voormalige gemeente in het Franse departement Savoie. Ze is in 1964/1965 opgegaan in Bourg-Saint-Maurice.
In 1793 heette de gemeente Haute Ville Gondon en tijdens de Franse Revolutie werd ze kortstondig Pente-Rude genoemd. Na 1801 werd de naam officieel Hauteville-Gondon, naar de twee belangrijkste woonkernen.
De bevolking bereikte een piek van 1050 inwoners in 1846. In 1962 telde de landelijke gemeente 377 inwoners. Ze fuseerde in 1964/1965 met Bourg-Saint-Maurice. Op het grondgebied van de voormalige gemeente werd het grootste deel van het wintersportgebied Les Arcs uitgebouwd. De fusie maakte de aanleg en ontsluiting ervan mogelijk. Na de fusie werden Arc 1600, Arc 1800, Arc 2000 en Arc 1950 zo goed als volledig in het voormalige Hauteville-Gondon gebouwd. De D220 ontsluit de lager gelegen gehuchten, de D119 verbindt Bourg-Saint-Maurice met de skidorpen op de alpenweiden. De TER Rhône-Alpes-spoorlijn naar Bourg-Saint-Maurice doorkruist het gehucht; in het verleden was er hier ook een operationeel spoorwegstation.
Gehuchten op het grondgebied van de voormalige gemeente zijn Hauteville, le Petit Gondon, le Grand Gondon, la Chal, Montvenix, le Bérard, le Villaret, la Ravoire, la Grange, Montrigon, Courbaton en tal van plaatsjes van enkele huizen. 

## Galerij

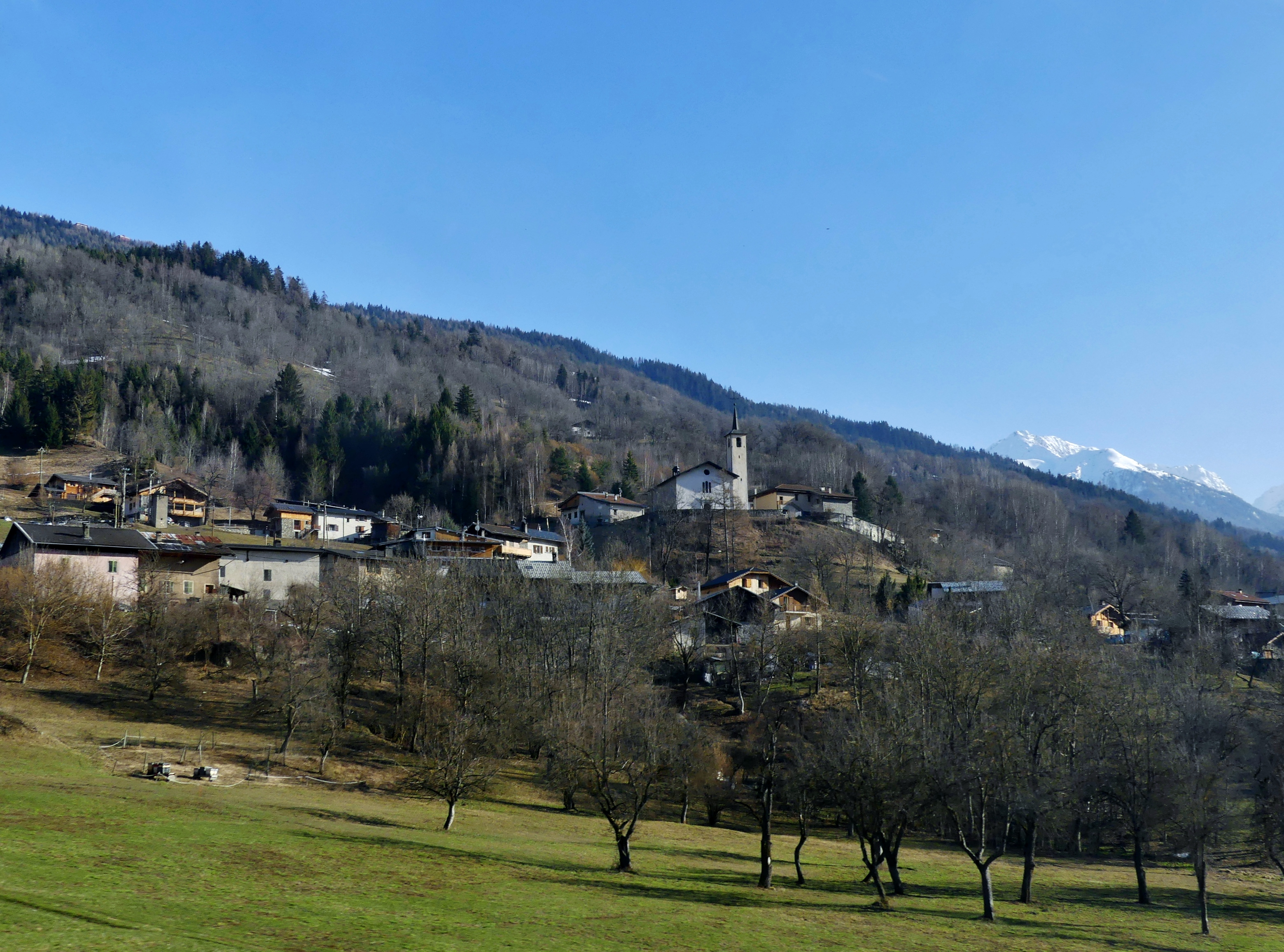
Zicht op Hauteville
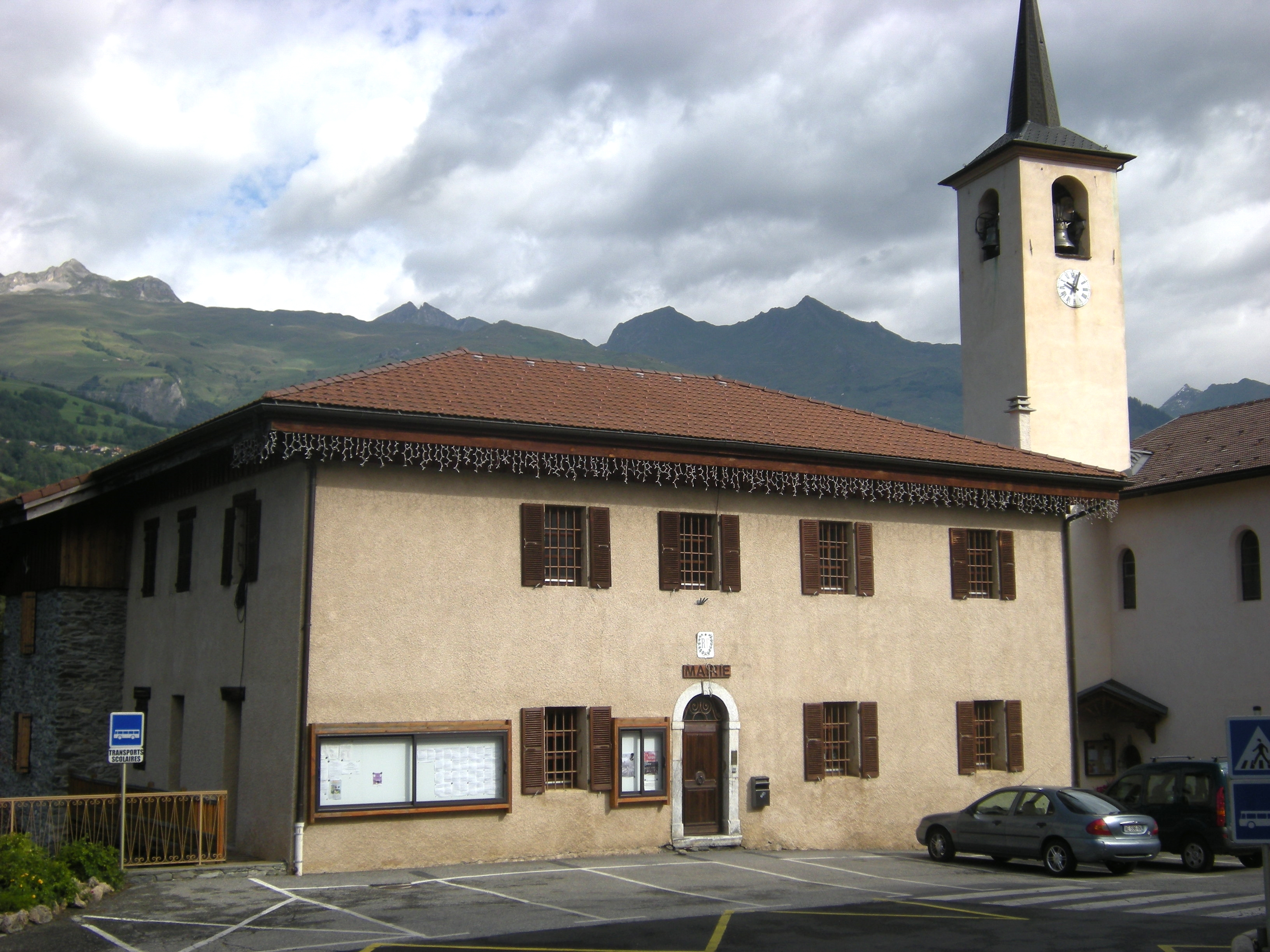
Het oud-gemeentehuis van Hauteville-Gondon in Hauteville
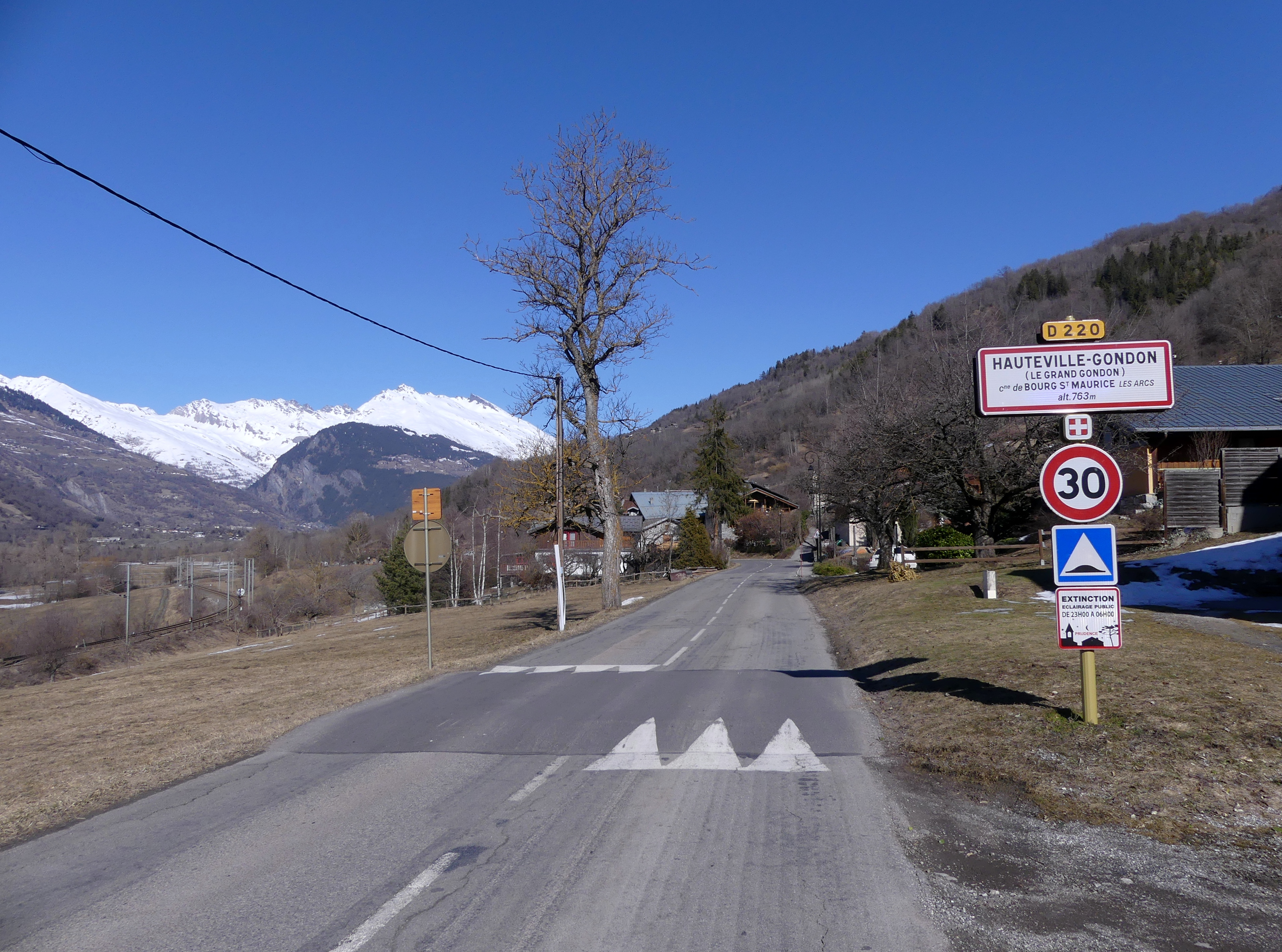
De D220 in le Grand Gondon

## Geboren
- Robert Blanc (1933-1980), herder en berggids